# دوغ بورتر
دوغ بورتر (بالإنجليزية: Doug Porter)‏ هو سياسي أسترالي، ولد في 24 يناير 1916، وتوفي في 27 أغسطس 1989. حزبياً، نشط في حزب العمال الأسترالي. وقد انتخب عضو الجمعية التشريعية نيو ساوث ويلز.